# Biplan (avion)
Pour les articles homonymes, voir Biplan.
Pour un article plus général, voir Configuration d'aile.

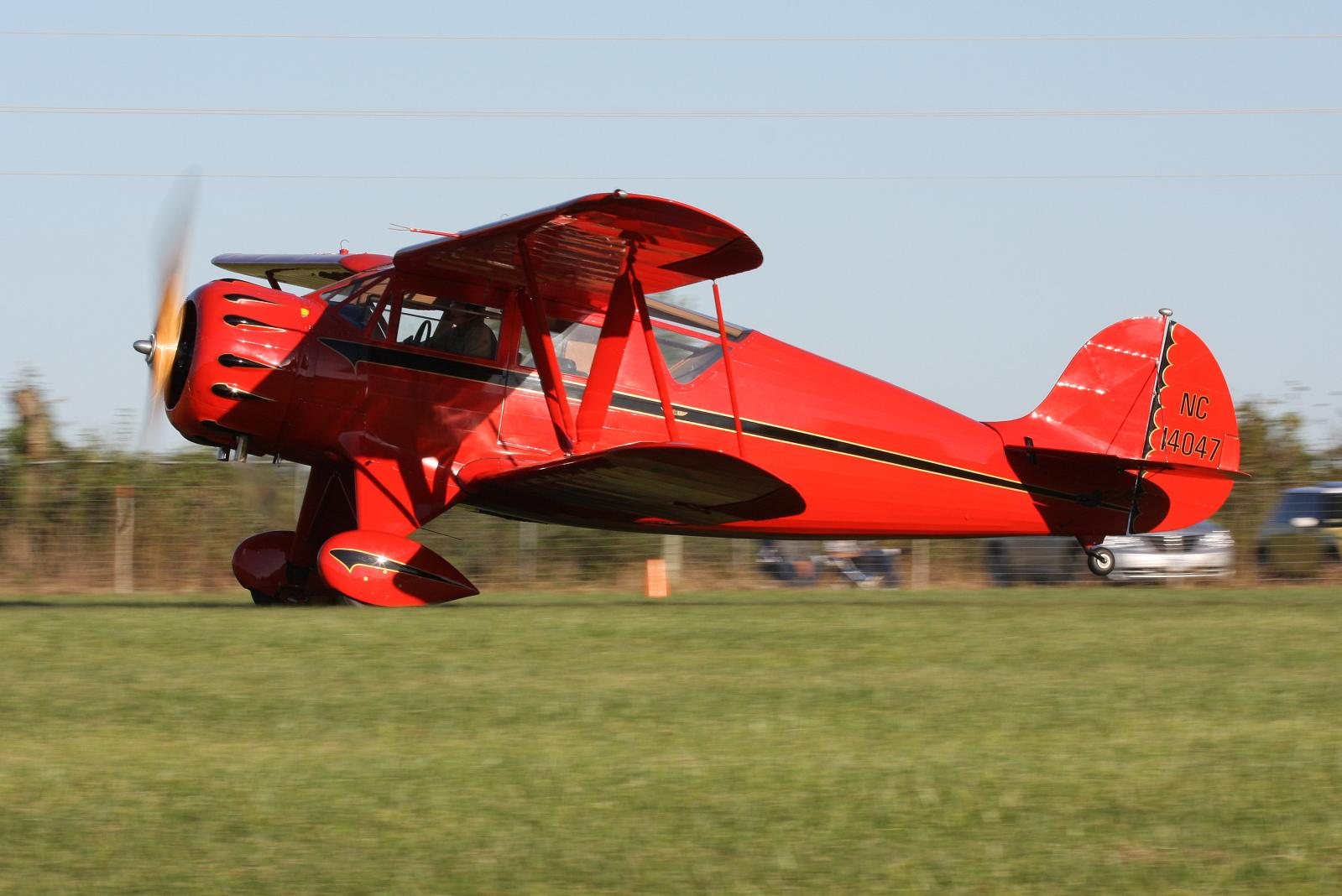
Un biplan Waco.

Un biplan est un avion pourvu de deux ailes portantes superposées.
Cette configuration permet d'augmenter la surface alaire pour une envergure donnée. La triangulation par câbles et par mâts soulage les ailes, mais a l'inconvénient d'augmenter la traînée, à cause des mâts et des haubans rigidifiant l'ensemble, mais aussi à cause d'une aérodynamique moins favorable, comme le doublement des tourbillons marginaux.

## Histoire

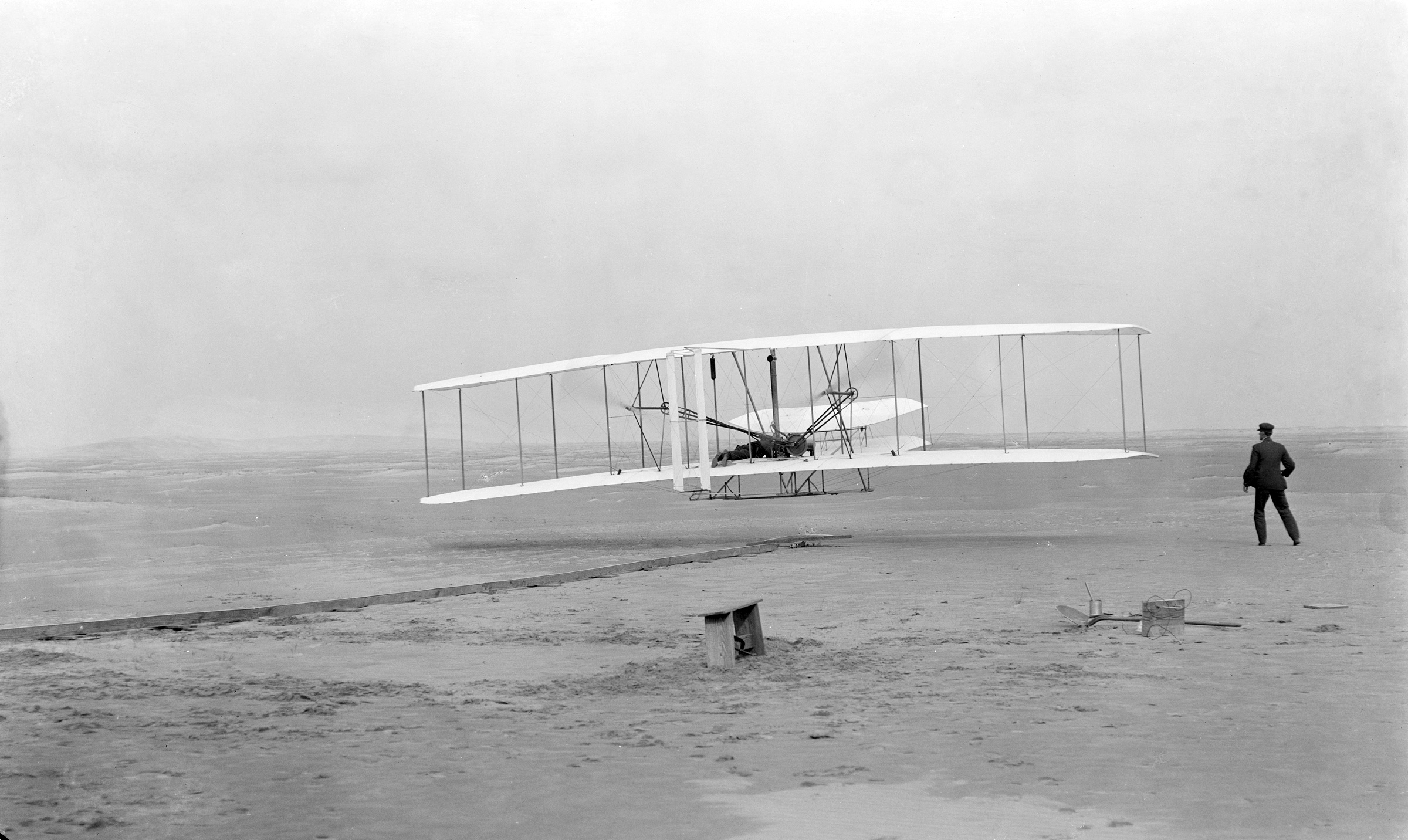
Le Wright Flyer, premier aéronef motorisé de l'histoire, en 1903.

Aux débuts de l'aviation, les moteurs sont lourds, peu puissants et la vitesse de vol faible ; il faut donc une grande surface d'aile pour assurer la portance, ce qui a conduit à réaliser des avions à plusieurs ailes, construites dans des matériaux très légers (tissu, bois, etc.), superposées et reliées entre elles par des mâts et des haubans.
En 1903, le Wright Flyer, premier avion motorisé ayant effectué un vol contrôlé, est un des premiers biplans de l'histoire.
Pendant la Première Guerre mondiale, les biplans ont connu leur heure de gloire.
Les biplans sont fabriqués jusqu'à la Seconde Guerre mondiale, par exemple comme avions torpilleurs sur les porte-avions, pour l'acrobatie, ou comme hydravions mono ou multi-moteur.

## Configuration

### Biplan
Un avion biplan est muni de deux ailes d'envergure le plus souvent égale, placées l'une au-dessus de l'autre.
Le plus gros biplan monomoteur construit fut l'Antonov An-2 Colt,.

### Sesquiplan
Lorsqu'une des paires d'ailes est moitié plus petite que l'autre, le biplan est nommé plus précisément sesquiplan.
Le sesquiplan (littéralement un et demi en latin) est un biplan dont l'aile basse est d'une surface inférieure à la moitié de celle de  l'aile haute. Cette formule permet de conserver des qualités aérodynamiques proches de celles d'un biplan ordinaire mais avec un poids moindre et une visibilité accrue vers le bas. Le Nieuport 17, aéronef français de la Première Guerre mondiale, est emblématique des sesquiplans.
Le sesquiplan inversé est quant à lui un biplan dont l'aile haute est d'une surface inférieure de moitié à celle de l'aile basse ; mis à part quelques aéronefs comme le Fiat CR.1, cette configuration n'a quasiment pas été utilisée.
| Biplan. | Sesquiplan. | Sesquiplan inversé. |

### Décalage
Dans certaines configurations multiplan, les ailes peuvent être décalées dans le plan longitudinal l'une par rapport à l'autre ; cela contribue à l'amélioration de la visibilité vers le bas (l'aile basse étant plus reculée) et leur efficacité aérodynamique en augmentant leur portance maximale (effet de fente),, et en rendant le décrochage plus progressif du fait qu'une des deux ailes décrochera avant l'autre.
Nota : quand les paires d'ailes sont très décalées, on parle alors d'une configuration ailes en tandem.
| Biplan « classique ». | Biplan à décalage positif. | Biplan à décalage négatif. |

Atypique, le Beechcraft Staggerwing est un biplan à décalage négatif (l'aile inférieure est placée plus en avant que l'aile supérieure).
Le Darmstadt D-18, avion léger de voltige, inaugure en 1929 une configuration intermédiaire entre les ailes décalées et les ailes en tandem ; le décalage est si élevé que le bord d'attaque de l'aile inférieure est quasiment en dessous du bord de fuite de l'aile supérieure.

## Galerie

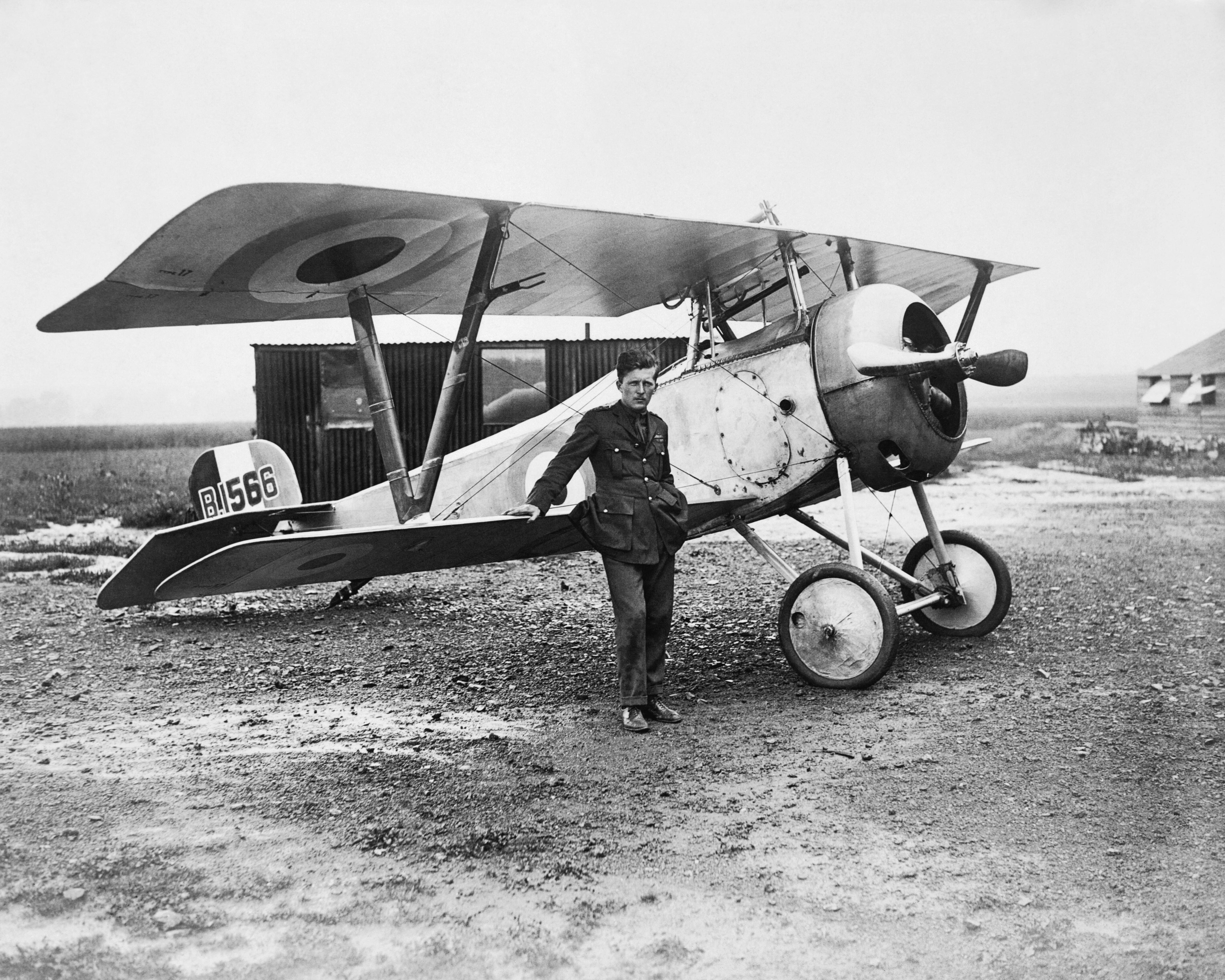
Nieuport 17, sesquiplan de la Première Guerre mondiale.
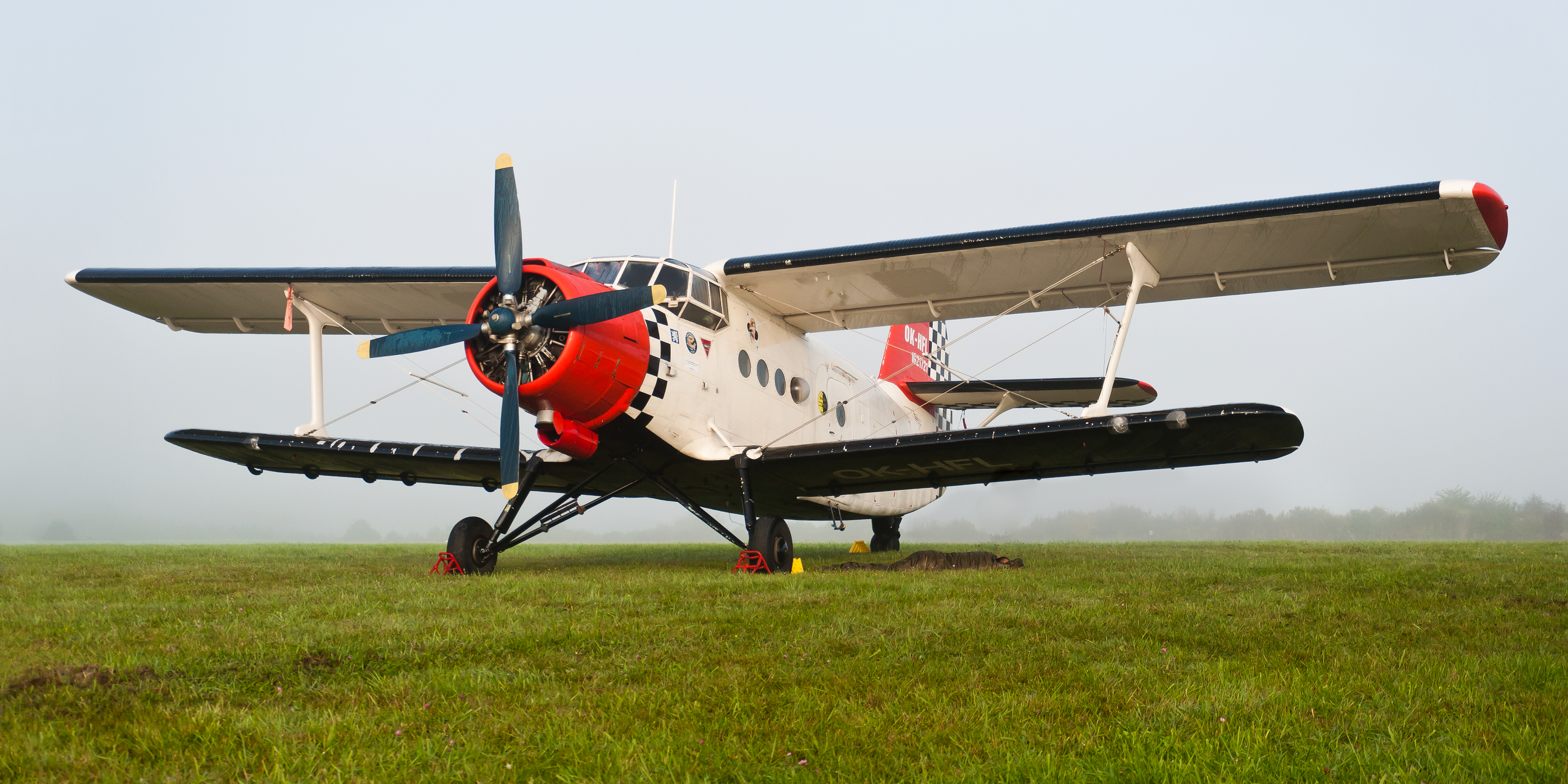
Antonov An-2, le plus gros biplan monomoteur.
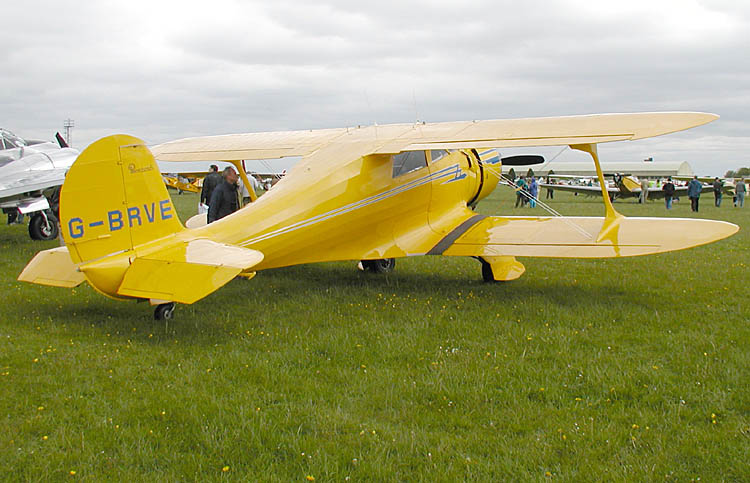
Beechcraft Staggerwing, biplan à décalage négatif.
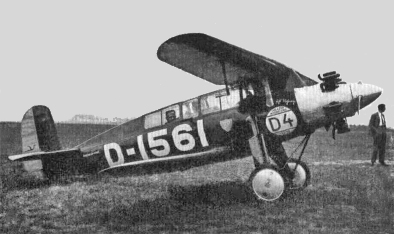
Darmstadt D-18, avec un décalage très élevé.